# Reajo Alto
El Reajo Alto es una montaña del norte de la sierra de Guadarrama (perteneciente al sistema Central). Su cima tiene una altitud de 2099 metros, su vertiente noroeste pertenece a la provincia de Segovia y la sureste a la de Madrid (España). Se ubica en la zona norte del cordal de los Montes Carpetanos, a unos cinco kilómetros al noreste del puerto de Navafría y a unos 21 km al suroeste del de Somosierra. Es la montaña de más de 2000 metros de altitud más septentrional de la sierra de Guadarrama.

## Descripción
La vertiente noroeste pertenece al valle de Navafría y la sureste al valle del Lozoya. Sus laderas están densamente pobladas por bosques de pino silvestre, alcanzando densidades notables en las zonas bajas de su cara noroeste. Por encima de los 1900 metros de altitud los pinares dejan paso a zonas abiertas donde predominan los canchales y los arbustos de alta montaña como el piorno serrano y el enebro rastrero. 

## Ascensión
La ascensión más cómoda y corta se realiza saliendo del puerto de Navafría (1778 m). Se avanza por un camino que asciende hacia el noreste por la cresta de las montañas. Después de 5,6 km aproximadamente desde dicho puerto, se alcanza la cima. El desnivel acumulado es de unos 350 metros y la ruta no tiene dificultades técnicas. El perfil de esta montaña es bastante poco sobresaliente y la cima constituye una amplia explanada.